# 요시이정 (후쿠오카현)
요시이정(吉井町)은 후쿠오카현의 중남부에 있던 정이다. 2005년 3월 20일 우키와군 우키하시와 합병해 우키하시가 시로 승격함에 따라 자치단체로서의 요시이정은 소멸되었다. 합병후 인구는 약 3만 4000명이었다. 현재 정사무소는 우키키시청 요시이청사(의회 설치 청사)가 되어 업무가 이루어지고 있다

## 지리
후쿠오카현 중남부(지쿠고 지방), 후쿠오카시의 남동쪽 약 40km, 구루메시 중심부에서 동쪽으로 약 25km의 장소에 위치하고 있어 현재의 우키는 시의 북서부에 해당한다. 마을 북부를 지쿠고강, 정 중앙부를 지쿠고강이 각각 동서로 흐르고 있다. 북부에서 중앙부에 걸쳐서는 지쿠고 평야의 동쪽 단부에 해당하여 비교적 평탄한 지형이며, 남부는 이노 산지의 일각을 차지하고 있어 산세가 심한 지형이다.
중심부는 마을의 중앙부에 있다.

## 역사
- 1889년 4월 1일 - 정촌제 시행에 의해 이쿠바군 요시이정, 지토세촌, 에나미촌, 후쿠토미촌, 다케노군 후나고시촌이 성립하였다.
- 1896년 2월 26일 - 군 통합으로 우키하군이 되었다.
- 1955년 1월 1일 - 요시이정, 지토세촌, 에나미촌, 후쿠토미촌, 후나고시촌의 일부가 합병해, 요시이정의 일부가 되었다.
- 1955년 4월 18일- 요시이정의 일부를 편입하였다.
- 2005년 3월 20일 - 우키하정과 신설합병, 시로 승격해 우키하시가 되어 소멸하였다.

## 교통

### 철도
- 규슈 여객철도 규다이 본선

### 도로
- 국도 210호선